# Kastellaun
Kastellaun är en medeltida stad i det tyska förbundslandet (delstaten) Rheinland-Pfalz. Det ligger i Hunsrück, cirka 11 km nordväst om Simmern/Hunsrück och 35 km sydväst om Koblenz. Här är landskapet kuperat med gamla städer och en tusenårig historia vilket är något som kännetecknar just området Hunsrück. Staden ingår i kommunalförbundet Verbandsgemeinde Kastellaun tillsammans med ytterligare 18 kommuner.
I dag utgörs främst huvudattraktionen av medeltidsslottet Sponheim som ligger mitt i stadskärnan. Det byggdes 1226 och förstördes 1689. Slottet blev först säte för Greve Simon II av Sponheim. Slottet förstördes 1689 i ett krigsslag. I dag kan man ta en guidad nattlig tur till slottsruinerna eller även ta sig på tur till de intilliggande slotten i Balduinseck och Waldeck.
På detta slott som kom att kallas slottet Kastellaun vistades bland andra prinsessan Cecilia Vasa med sin make Kristoffer II av Baden-Rodemachern. Här föddes 17 september 1565 deras första barn, sonen Edvard som kom att kallas Edvard Fortunatus av Baden

## Geografi
Kastellaun ligger i östra delen av Hunsrück på ungefär samma avstånd från floderna Rhen, Mosel och Nahe. Stadens centrum är beläget mellan en dalgång i norr och platån Hunsrück, på vilken Bundesstraße 327 (den så kallade Hunsrückhöhenstraße, “Hunsrückhöjdvägen”, en naturskön väg över Hunsrück som ursprungligen byggdes som militärväg på order av Hermann Göring) går.

## Galleri

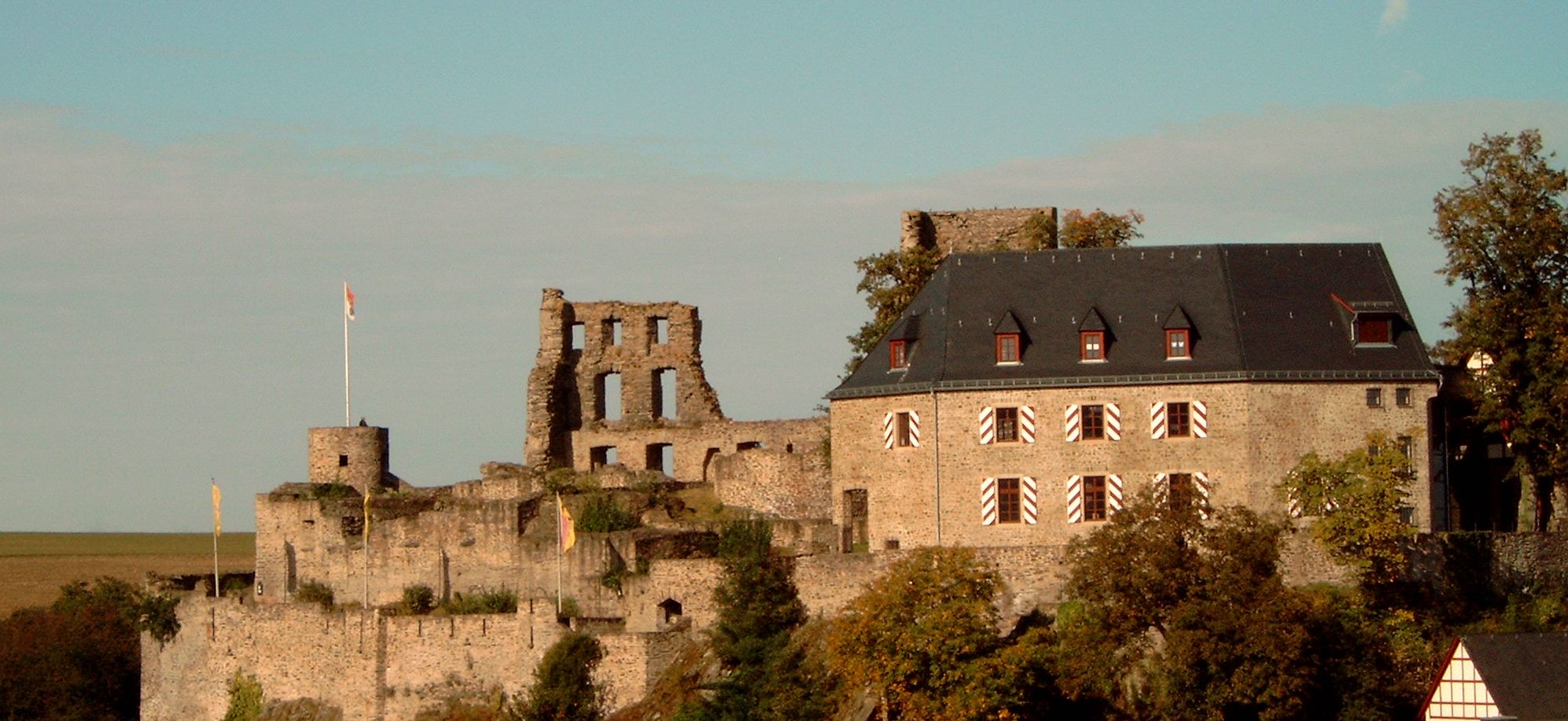
Borgen i Kastellaun